# SV Concordia Nachterstedt
Der SV Concordia Nachterstedt ist ein deutscher Sportverein aus Nachterstedt im Salzlandkreis. Der Club steht in der Tradition der BSG Aktivist Nachterstedt.

## Sektion Fußball
Concordia Nachterstedt wurde im Jahr 1920 gegründet, spielte bis 1945 im höherklassigen mitteldeutschen Fußball keine Rolle. Etwaige Teilnahmen an der Mitteldeutschen Meisterschaft sowie Gauliga Mitte fanden nicht statt.
1952 vollzog die BSG aus dem Mitteldeutschen Braunkohlerevier mit dem Einsteigen der ortsansässigen Concordia-Grube eine Umbenennung in Aktivist Nachterstedt. Auf sportlicher Ebene gelang Aktivist Nachterstedt in den Spielzeiten 1954/55 sowie 1957 die zweimalige Teilnahme im FDGB-Pokal, in denen die Reviermannschaft jeweils in der ersten Hauptrunde der BSG Motor Mitte Magdeburg sowie dem SC DHfK Leipzig mit 0:1 unterlag.
1958 gelang Aktivist Nachterstedt, gemeinsam mit Motor Aschersleben, der kurzzeitige Aufstieg zur damals viertklassigen Bezirksliga Halle. Nachdem die höchste Spielklasse des Bezirkes Halle zunächst mit gesicherten Mittelfeldplätzen gehalten wurde, stieg Nachterstedt bereits 1962 hinter Chemie Piesteritz wieder in den Halleschen Bezirksklassenbereich ab. Eine Rückkehr in den höherklassigen DDR-Fußball gelang Aktivist Nachterstedt in der Folgezeit nicht mehr.
1990 kehrte der Verein zu seinem historischen Namen Concordia zurück und agiert seitdem ausnahmslos im Landesklassenbereich Sachsen-Anhalts.

## Statistik
- Teilnahme FDGB-Pokal: 1954/55, 1957
- Teilnahme Bezirksliga Halle: 1958 bis 1961/62